# Panaxia bieli
Panaxia bieli là một loài bướm đêm thuộc phân họ Arctiinae, họ Erebidae.